# 364192 Qianruhu
364192 Qianruhu è un asteroide della fascia principale. Scoperto nel 2006, presenta un'orbita caratterizzata da un semiasse maggiore pari a 2,3910918 au e da un'eccentricità di 0,2043712, inclinata di 3,63605° rispetto all'eclittica.